# Tenis în România
Tenisul este unul dintre cele mai populare sporturi în România. Federația Română de Tenis înființată în anul 1929, membră a Federației Internaționale de tenis, este organismul care promovează și organizează tenisul în România.

## Istoric
Tenisul a fost introdus în România la sfârșitul secolului al XIX-lea de către studenții care se întorceau din timpul petrecut în străinătate.
Tenisul masculin a cunoscut cea mai bună perioadă la începutul erei "Open", când Ilie Năstase a ajuns pe locul 1 în 1973, după ce a câștigat US Open în 1972 și French Open în 1973.
Tenisul feminin, în special, a cunoscut succese atât în secolul al XX-lea, cât și în secolul al XXI-lea, odată cu apariția: Florenței Mihai, Virginiei Ruzici, Irinei Spîrlea și Simonei Halep. Trei dintre aceste femei au ajuns în Top 10 ale clasamentului WTA la simplu și anume, Ruzici, Spîrlea și Halep, în timp ce Mihai, Ruzici și Halep au ajuns în finala de Grand Slam, Ruzici câștigând French Open în 1978 și Halep câștigând același turneu în 2018 și Wimbledon în 2019.
Echipa României de Cupă Davis a jucat trei finale pentru câștigarea trofelui, în 1969, 1971 și 1972, datorită lui Ilie Năstase și Ion Țiriac.